# زالاو

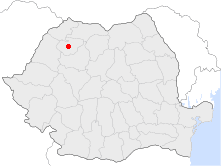
موقع زالاو

زالاو هي عاصمة محافظة سالاج أكبر مدينة فيها في إقليم ترانسلفانيا في رومانيا ويبلغ عدد سكانها 62927 نسمة , وتبلغ مساحة المدينة حوالي 90.09 كم مربع ,

## السكان
ينقسم السكان إلى عدة عرقيات هي:
- الرومان : 50902 نسمة .
- المجر : 11016 نسمة .
- الروم : 858 نسمة .
- أخرى : 250 نسمة .

## توأمة
لزالاو اتفاقيات توأمة مع كل من:
- جيولا ، المجر
- سانتاندري
- هاغيبوستاد
- كفنسدال [الإنجليزية]‏
- بايا ماري
- Sirdal [الإنجليزية]‏

## ألبوم الصور

زالاو
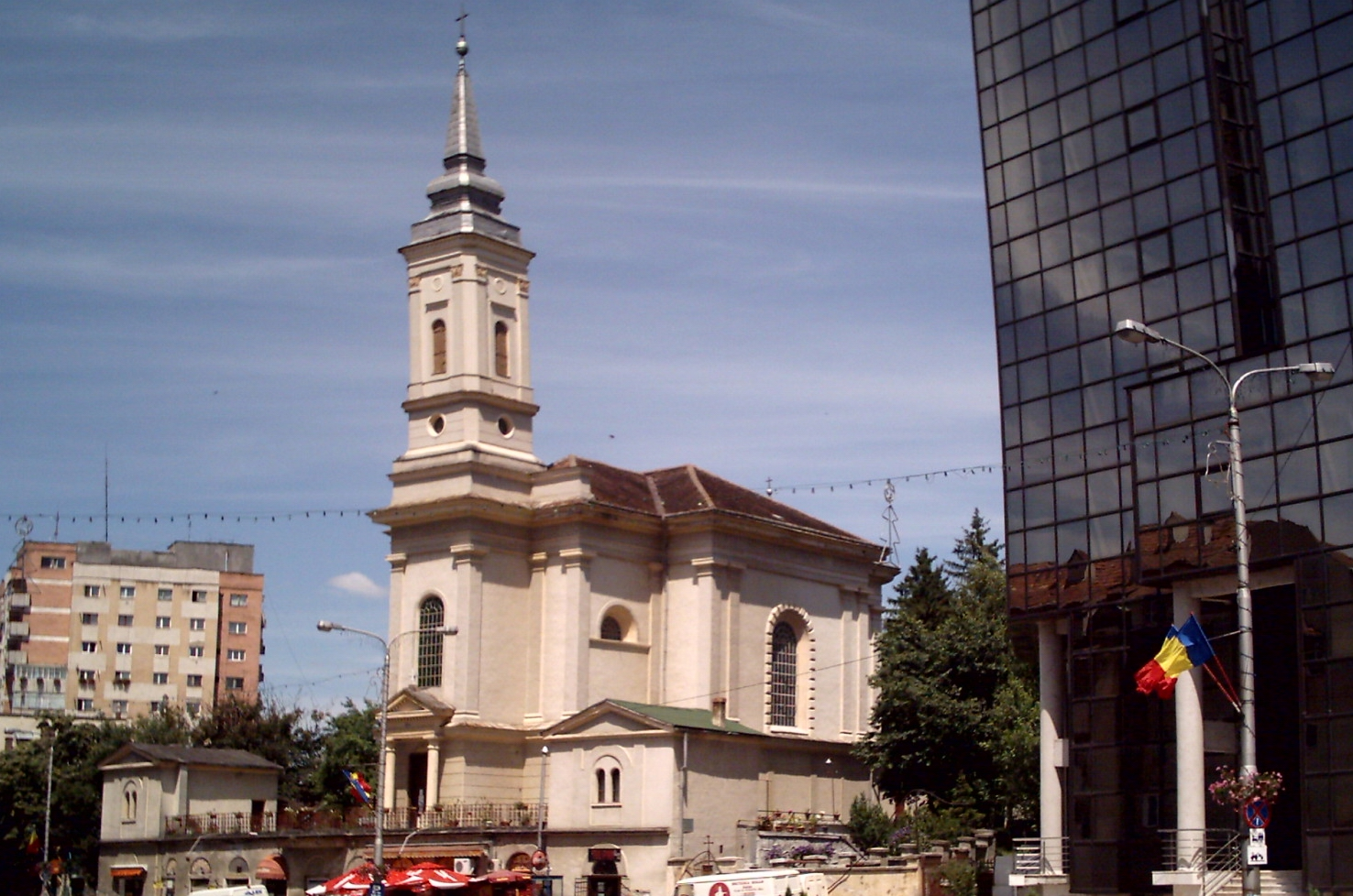
مركز المدينة
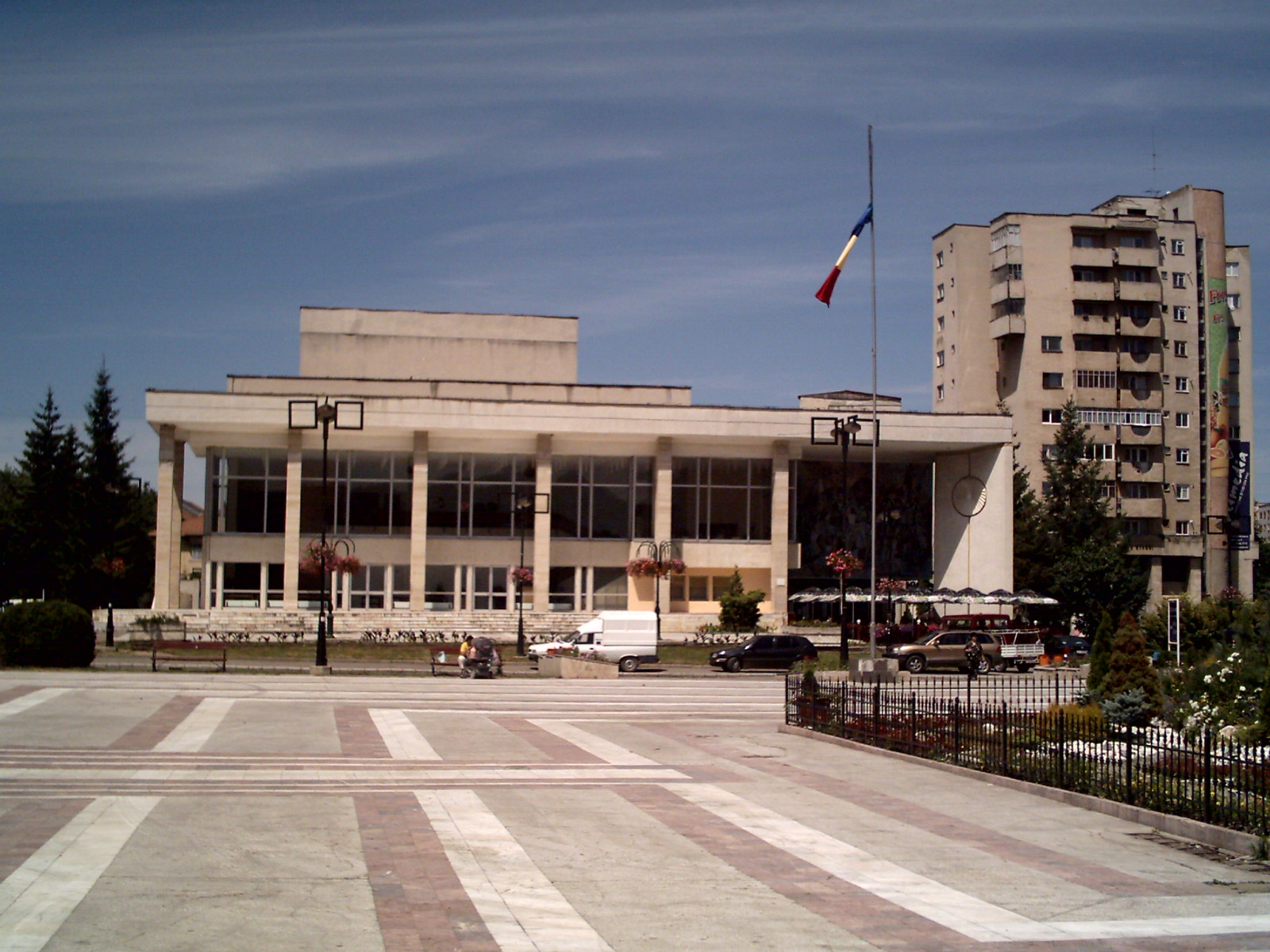
مبنى
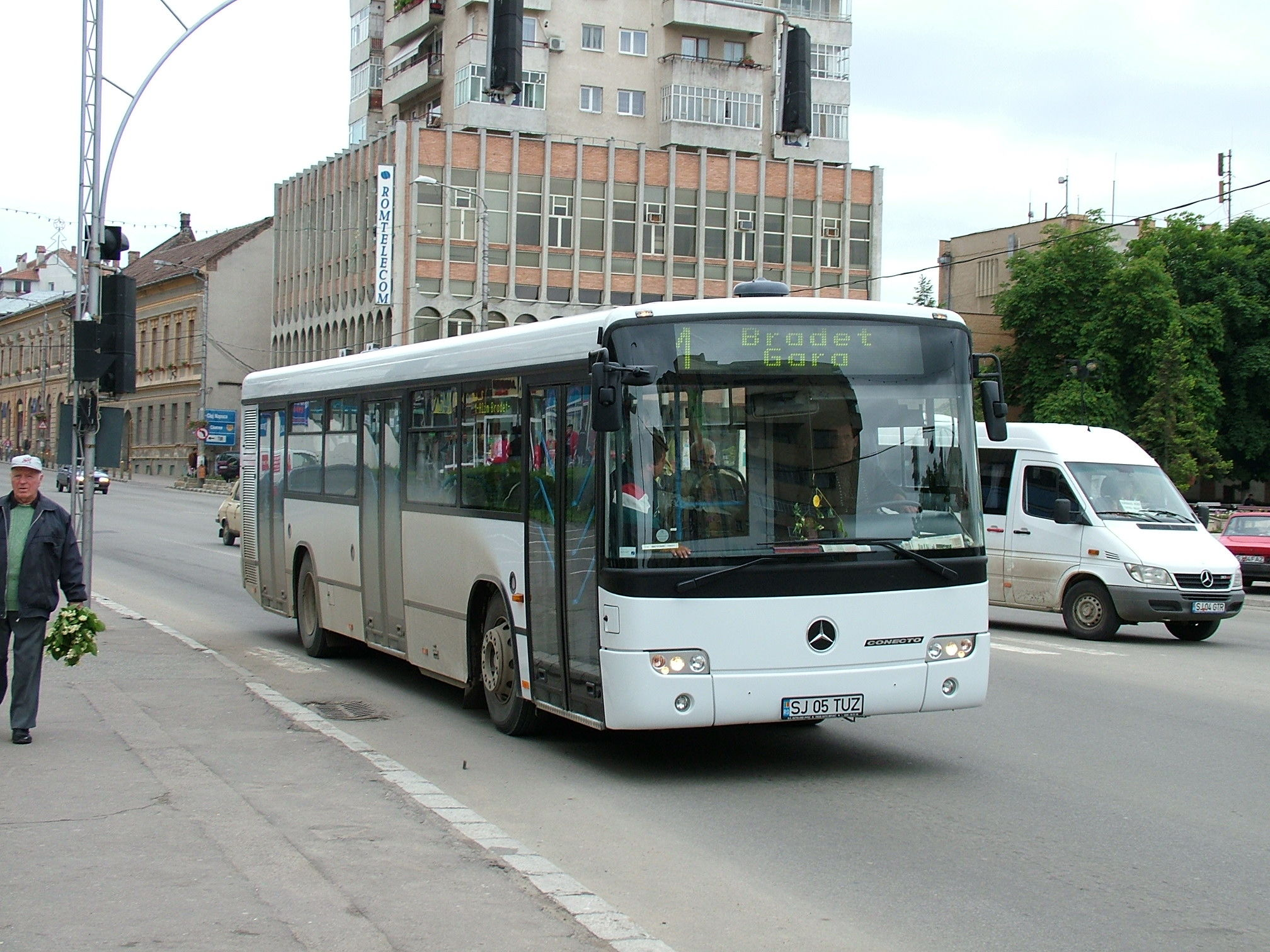
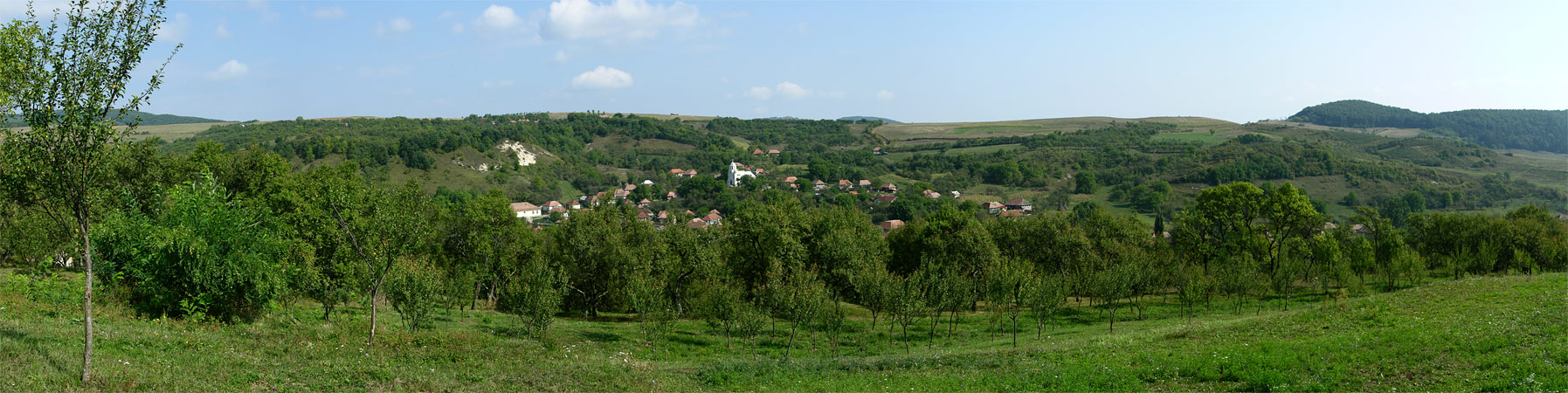
الطبيعة في زالاو
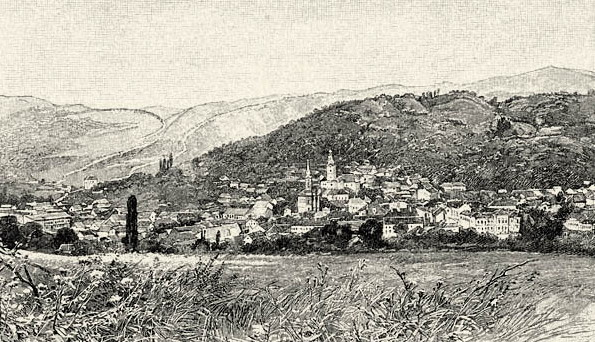
صور لمدينة زالاو في القرن التاسع عشر
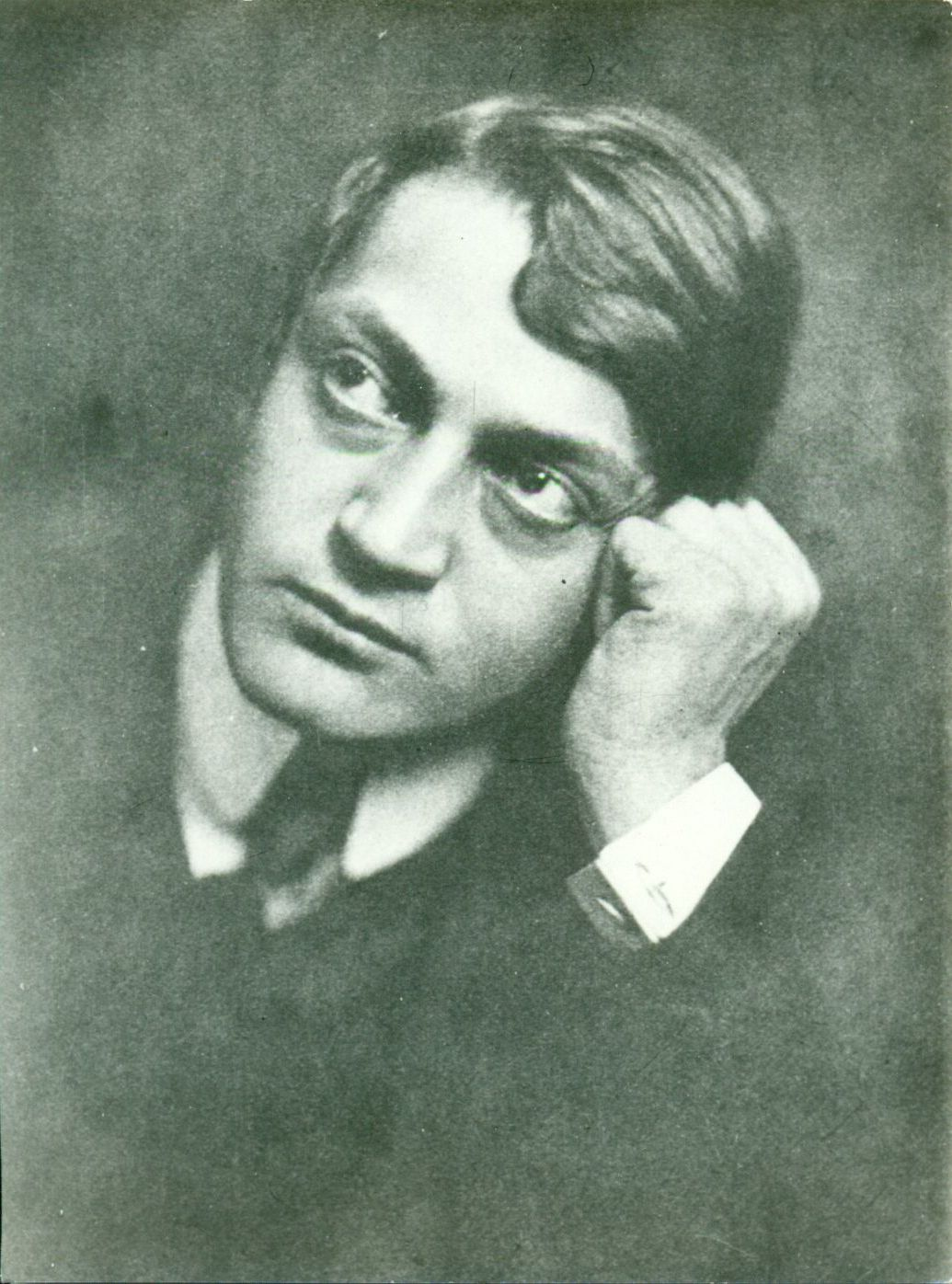
إندري أدي شاعر مجري درس في زالاو
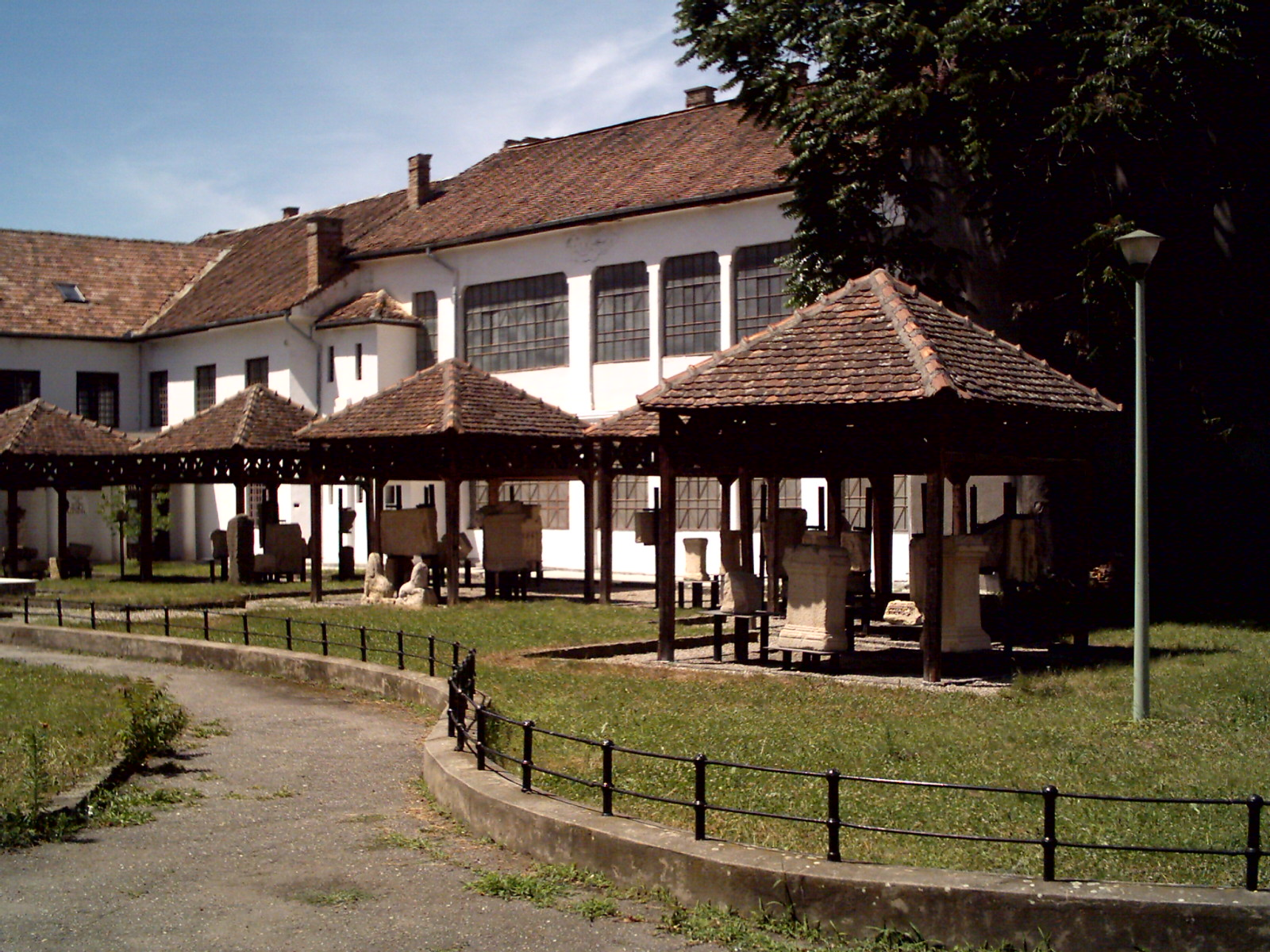
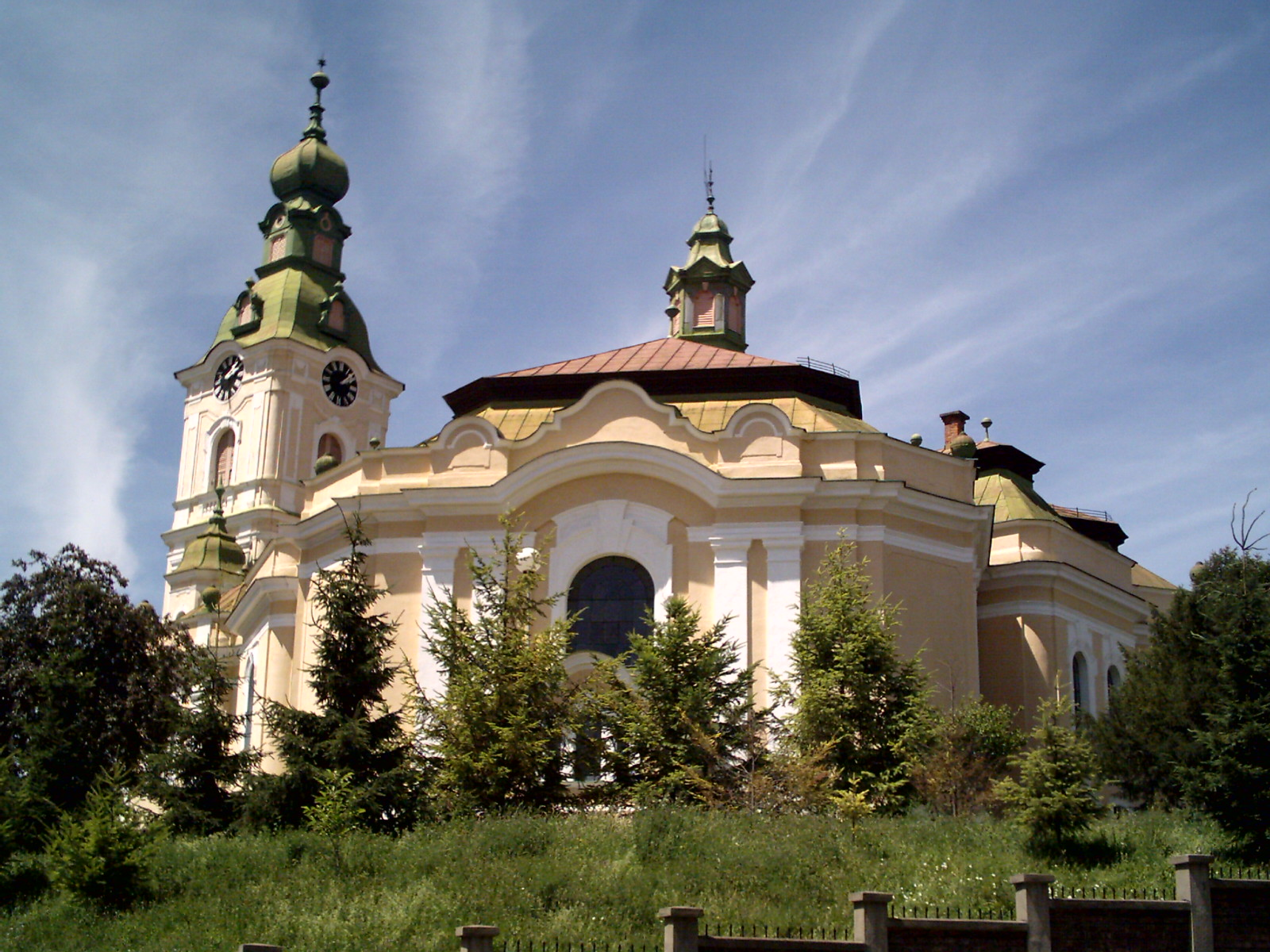
كنيسة قديمة
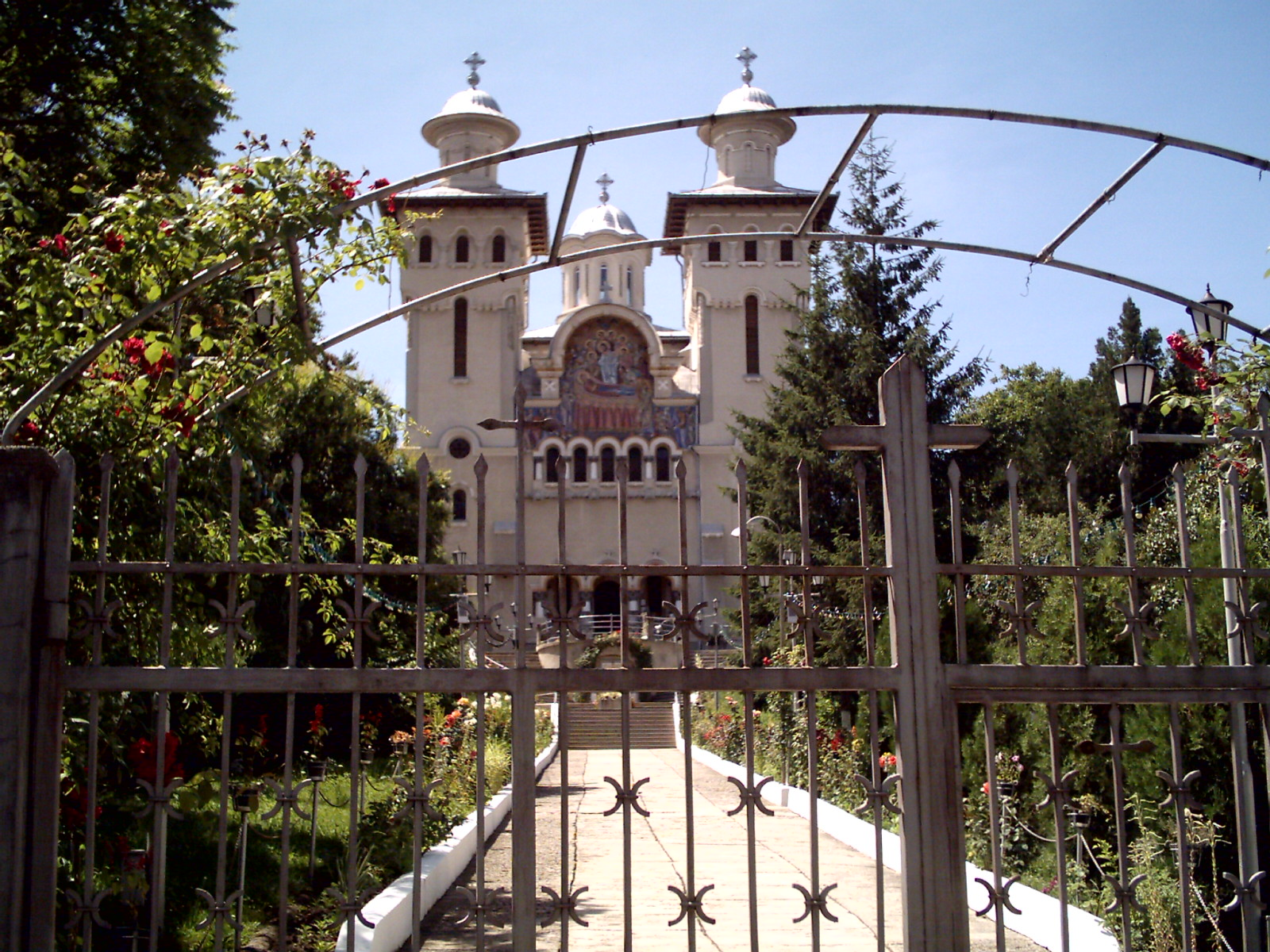
كنيسة يونانية بنيت عام 1934م
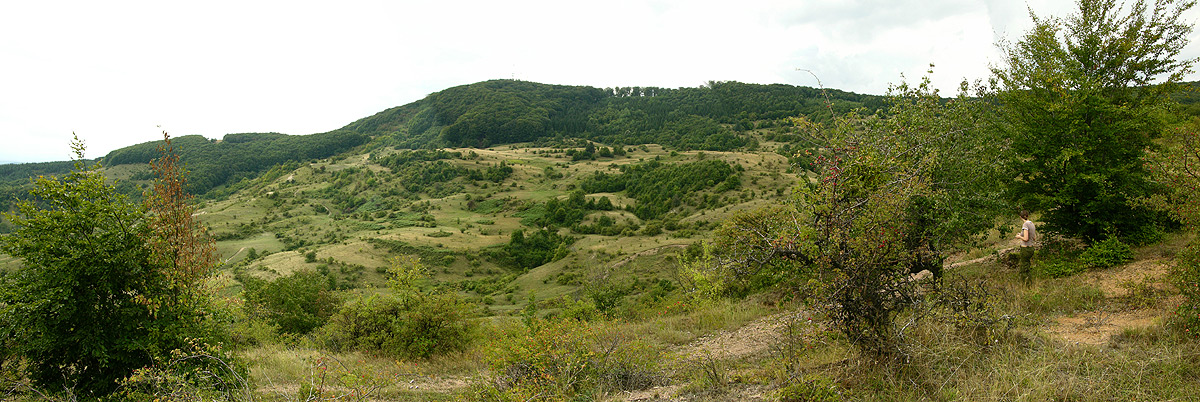
طبيعة
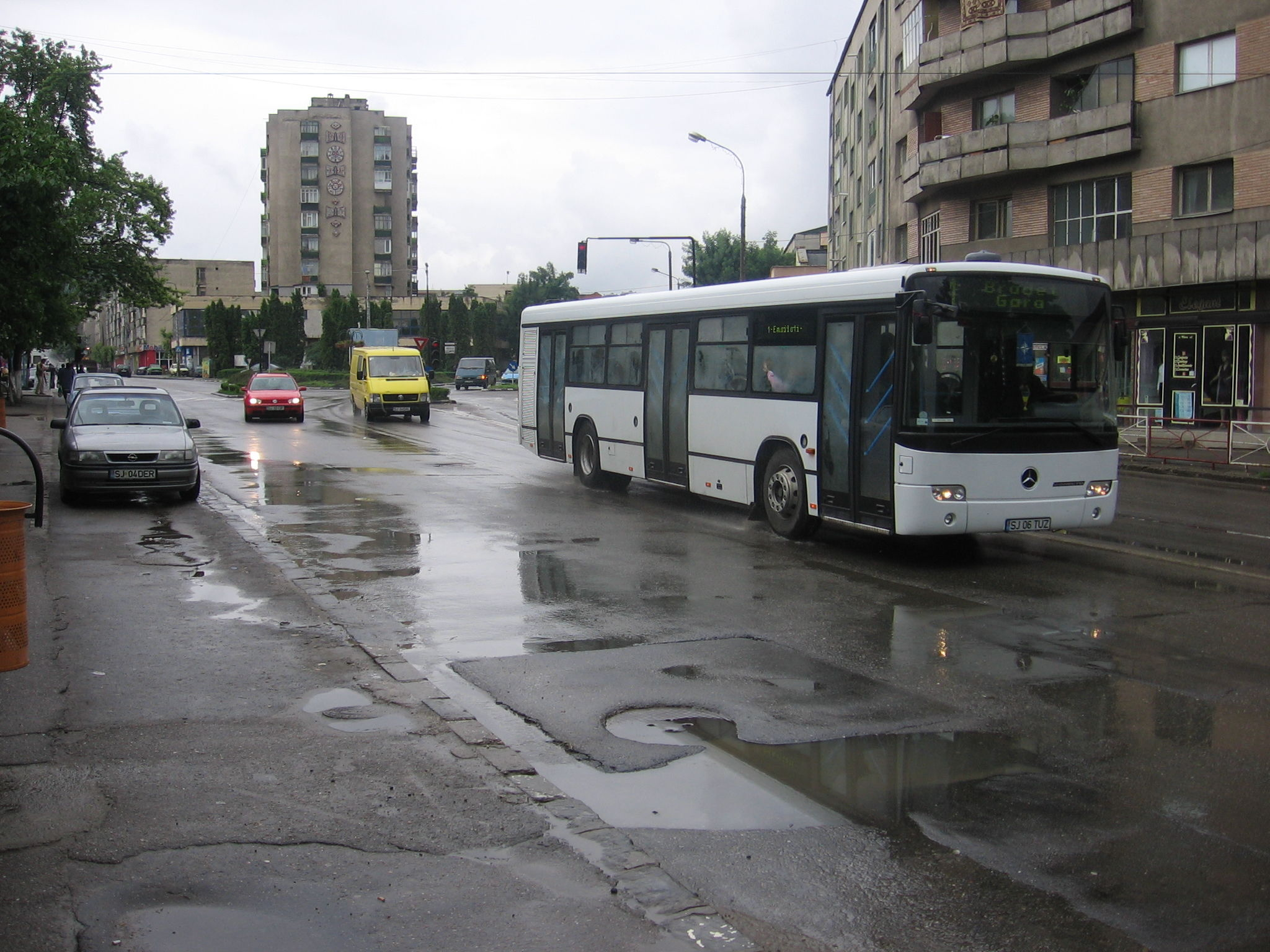
داخل المدينة
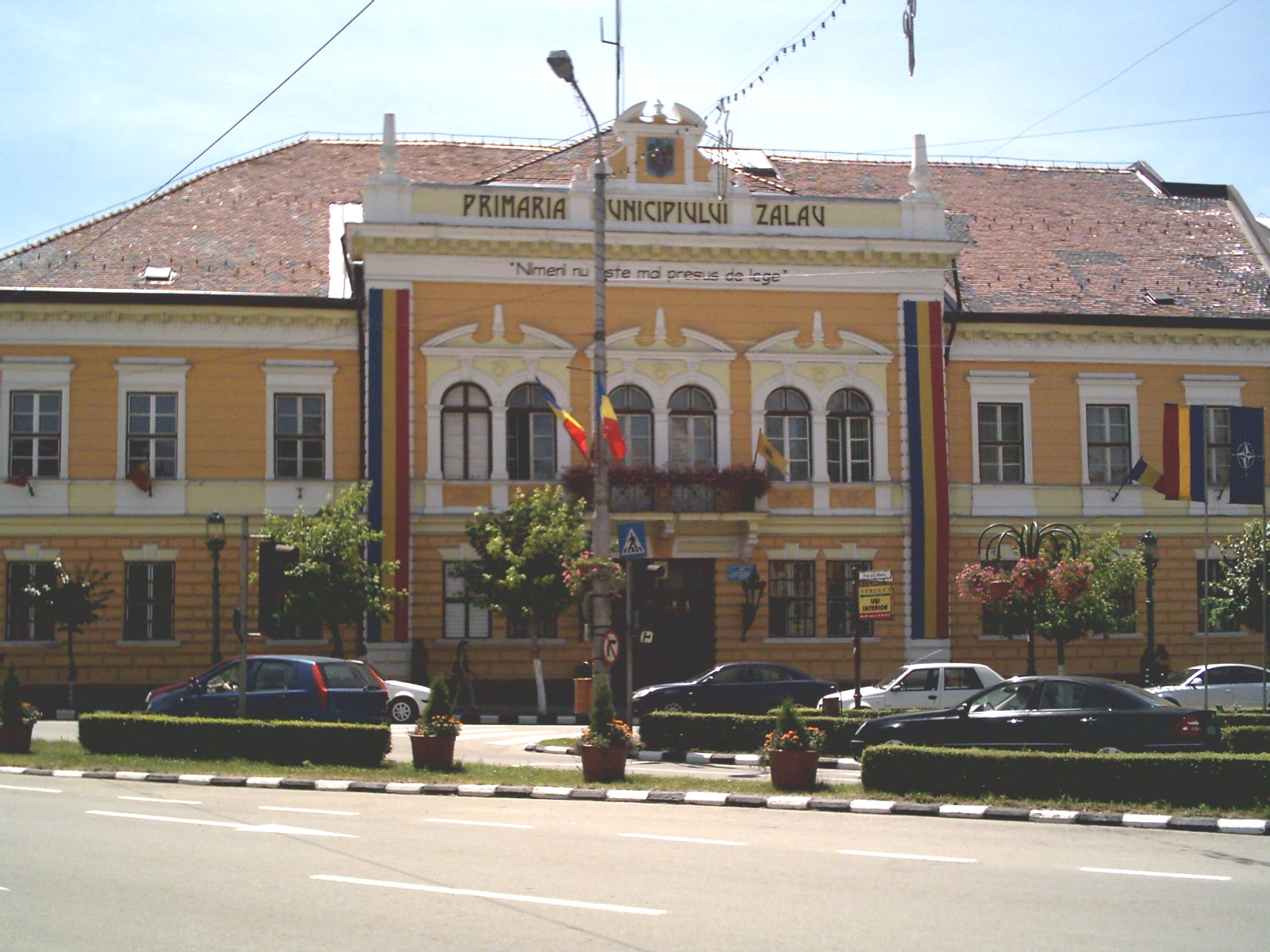
بلدية زالاو
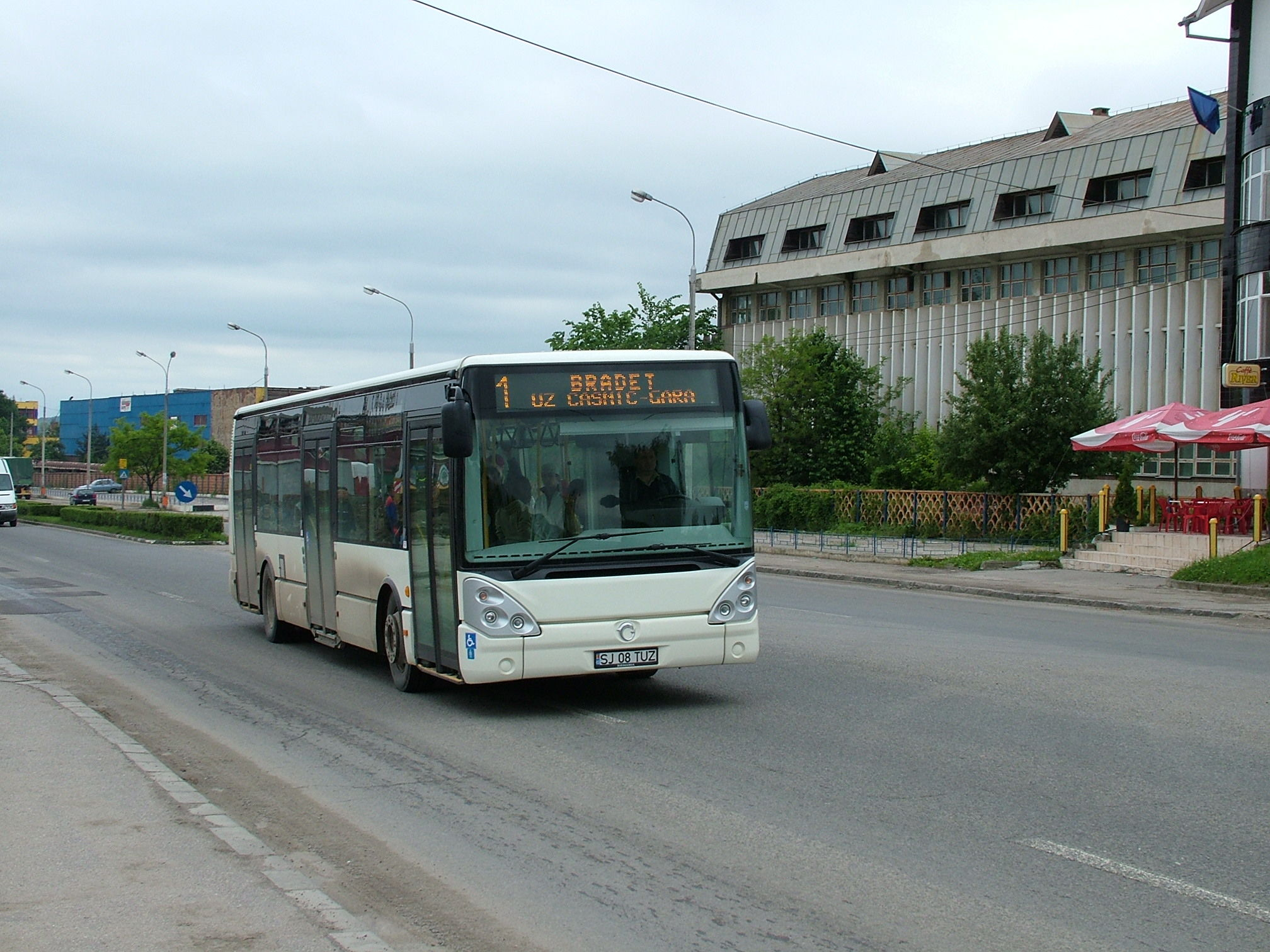
حافلة
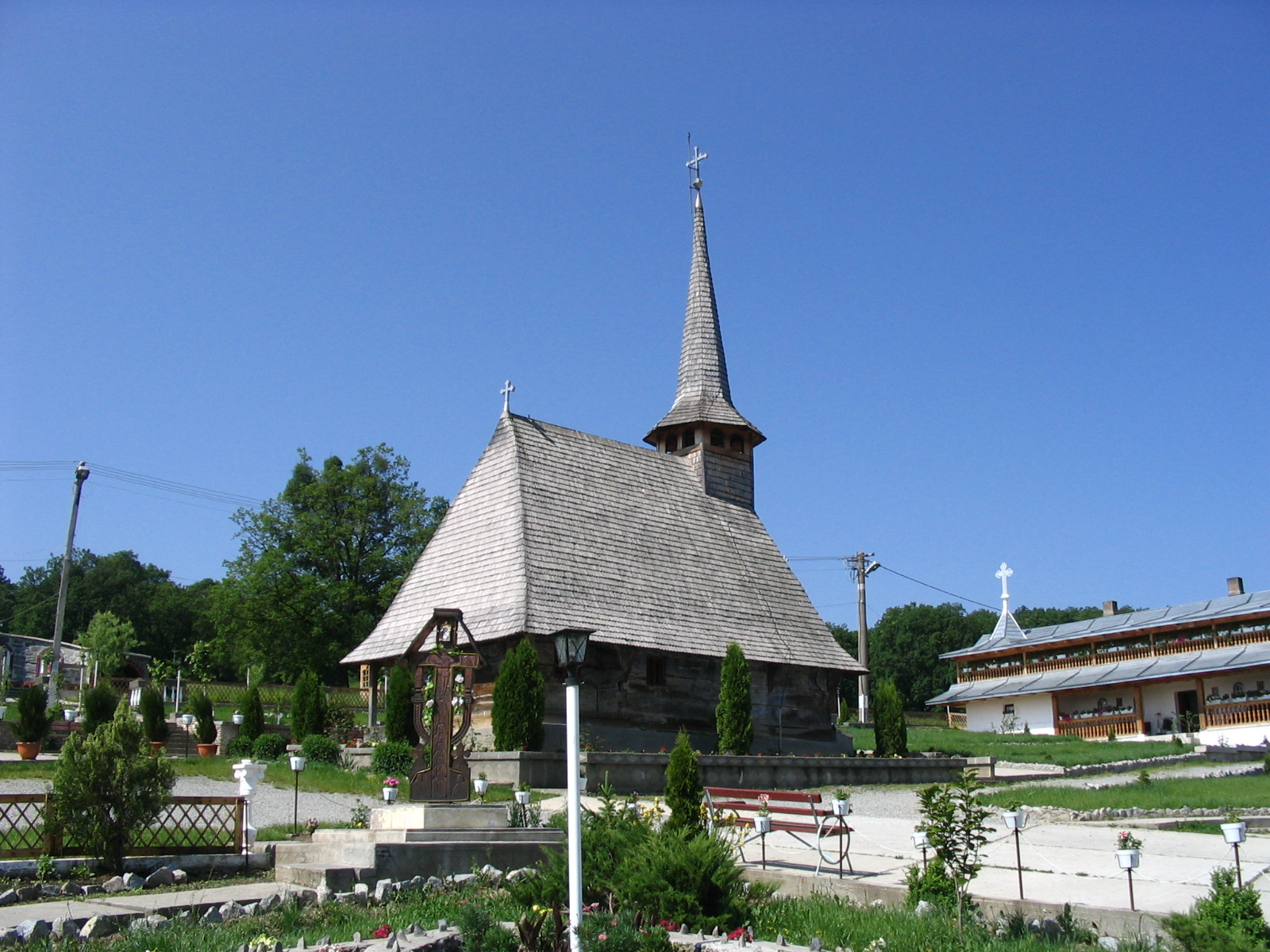
كنيسة قديمة

## أعلام
- تاليدا تولناي
- دورين غوغا
- رامونا فاركاو
- أليكساندرو دراغومير
- أديلينا باستور